# Pfarrholz (Haselbach)
Pfarrholz ist ein Gemeindeteil der Gemeinde Haselbach im niederbayerischen Landkreis Straubing-Bogen.
Das Dorf hat 15 Gebäude mit Wohnraum und liegt etwa siebenhundert Meter Luftlinie nördlich des Ortskerns von Haselbach nördlich vom Waldgebiet Pfarrholz, südlich der Gemeindegrenze zu Haibach und westlich der Staatsstraße 2140. Die Bebauung hat den Charakter einer Streusiedlung.
Im Dorf Pfarrholz gibt es drei gelistete Baudenkmäler, einen kleinen Waldlerhof mit Giebelschrot und Blockbau-Kniestock aus dem zweiten Viertel des 19. Jahrhunderts, ein Kleinbauernhaus mit Blockbau-Giebel aus der Mitte des 19. Jahrhunderts und eine Kapelle mit Totenbrettern, entstanden nach Mitte des 19. Jahrhunderts.
Einwohnerentwicklung
| Jahr                                      | 1838 | 1860 | 1871 | 1875 | 1885 | 1900 | 1913 | 1925 | 1950 | 1961 | 1970 | 1987 | 2022 |
| ----------------------------------------- | ---- | ---- | ---- | ---- | ---- | ---- | ---- | ---- | ---- | ---- | ---- | ---- | ---- |
| Einwohner                                 | 19   | 42   | 31   | 37   | 23   | 51   | 31   | 26   | 37   | 35   | 30   | 35   |      |
| Häuser, Wohngebäude, Gebäude mit Wohnraum | 5    | 5    |      |      | 5    | 7    | 7    | 7    | 7    | 7    |      | 13   | 15   |